# إرشادات منظمة التعاون والتنمية لاختبار المواد الكيميائية
إرشادات منظمة التعاون والتنمية لاختبار المواد الكيميائية هي مجموعة من المواصفات المقبولة دولياً لاختبار المواد الكيميائية التي تقررها منظمة التعاون الاقتصادي والتنمية (OECD). ونشرت لأول مرة في عام 1981م. وتنقسم إلى خمسة أقسام هم:
- القسم 1: الخصائص الفيزيائية الكيميائية
- القسم 2: التأثيرات على النظم الأحيائية
- القسم 3: تدهور وتراكم
- القسم 4: الآثار الصحية
- القسم 5: إرشادات اختبار أخرى